# Csebol
A csebol (nemzetközi átírással: chaebol) a családi alapítású dél-koreai óriásvállalatok megnevezése. A szó a „gazdagság, tulajdon” jelentésű cse (jae) (재) és a „klán” jelentésű bol (beol) (벌) összetétele. A kifejezés első ismert említése 1984-ből származik. A csebolok (chaebolok)at irányító családok befolyásosak és rendkívül gazdagok, ezek a vállalatok pedig nagy hatást gyakorolnak Dél-Korea gazdaságára, a Samsung cégcsoport bevételei például az ország GDP-jének 20%-át adják. Közismert csebol (chaebol) cégcsoportok még például a Hyundai, a Kia, az LG, a Daewoo és az SK.
A csebolok (chaebolok)at számos kritika is éri a hatalmukkal való visszaélés, a gazdaságban betöltött túlzott vezető szerepük, kormányzati kapcsolataik, vitatott üzleti etikájuk és a korrupció miatt. A konkrét bírálatoktól eltekintve is, a csebolok (chaebolok) uralta nemzetgazdaság egésze meglehetősen távol áll nem csak a szabadversenyes piaci gazdaság ideálisnak tartott képétől, hanem a jelenlegi globális, illetve a nyugati gyakorlattól is, különösen ami a független kis- és középvállalatok önálló lehetőségeit illeti.
A koreai televíziós sorozatokban (főként a Hamupipőke-jellegű történetekben) gyakran játszanak főszerepet fiktív csebol (chaebol)családok, de mozifilmek is készültek a témában, amelyek meglehetősen sötét képet festenek a csebolok (chaebolok)ról.

## Jellemzőik

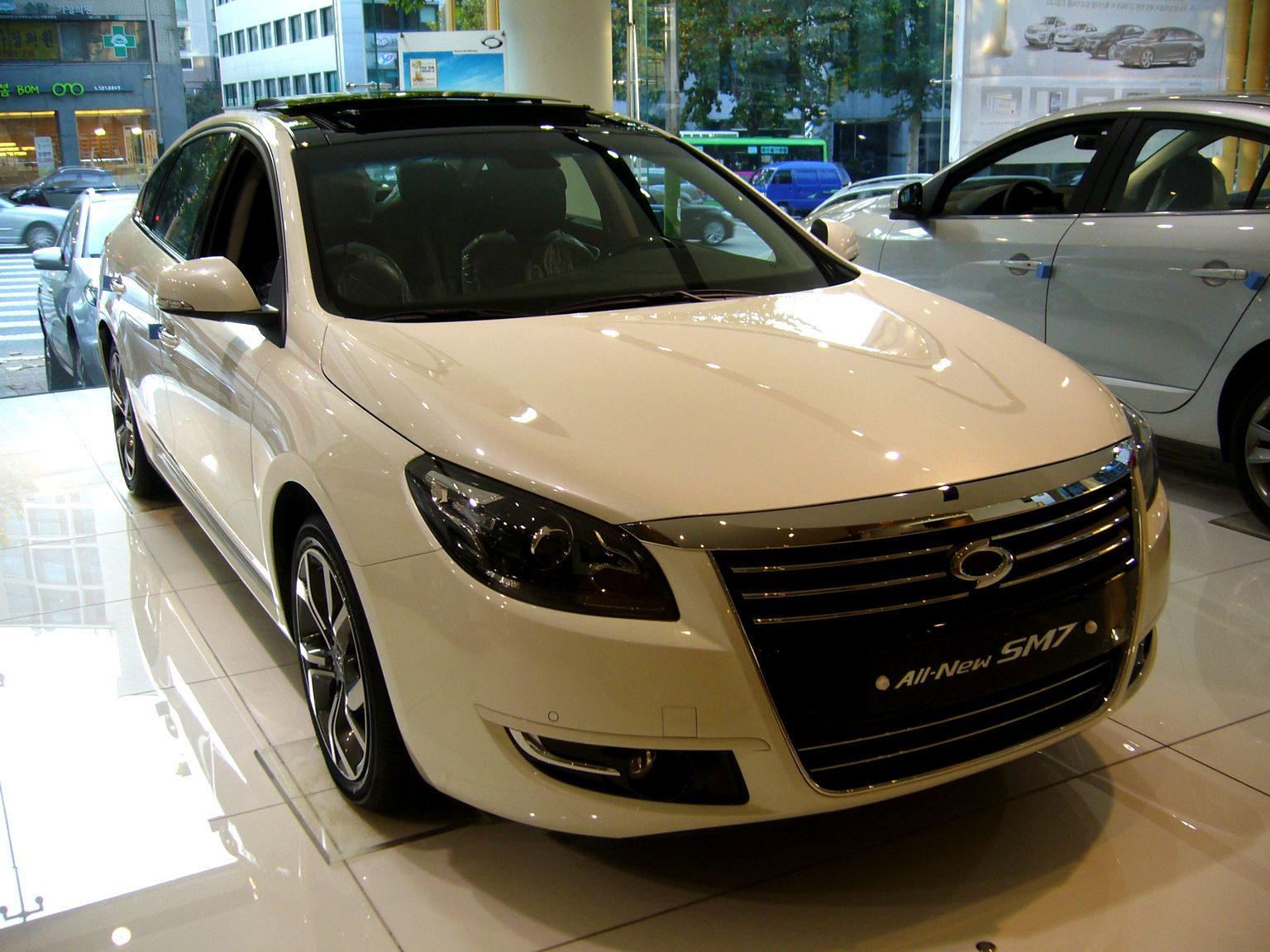
Renault Samsung SM7. A márka már csak nevében Samsung, a Renault megvette a Samsung Motors 70%-át, amikor az csődbe ment az 1990-es évek végén

A Dat Al Imad toronyházakat Líbiában a Daewoo csoport építette

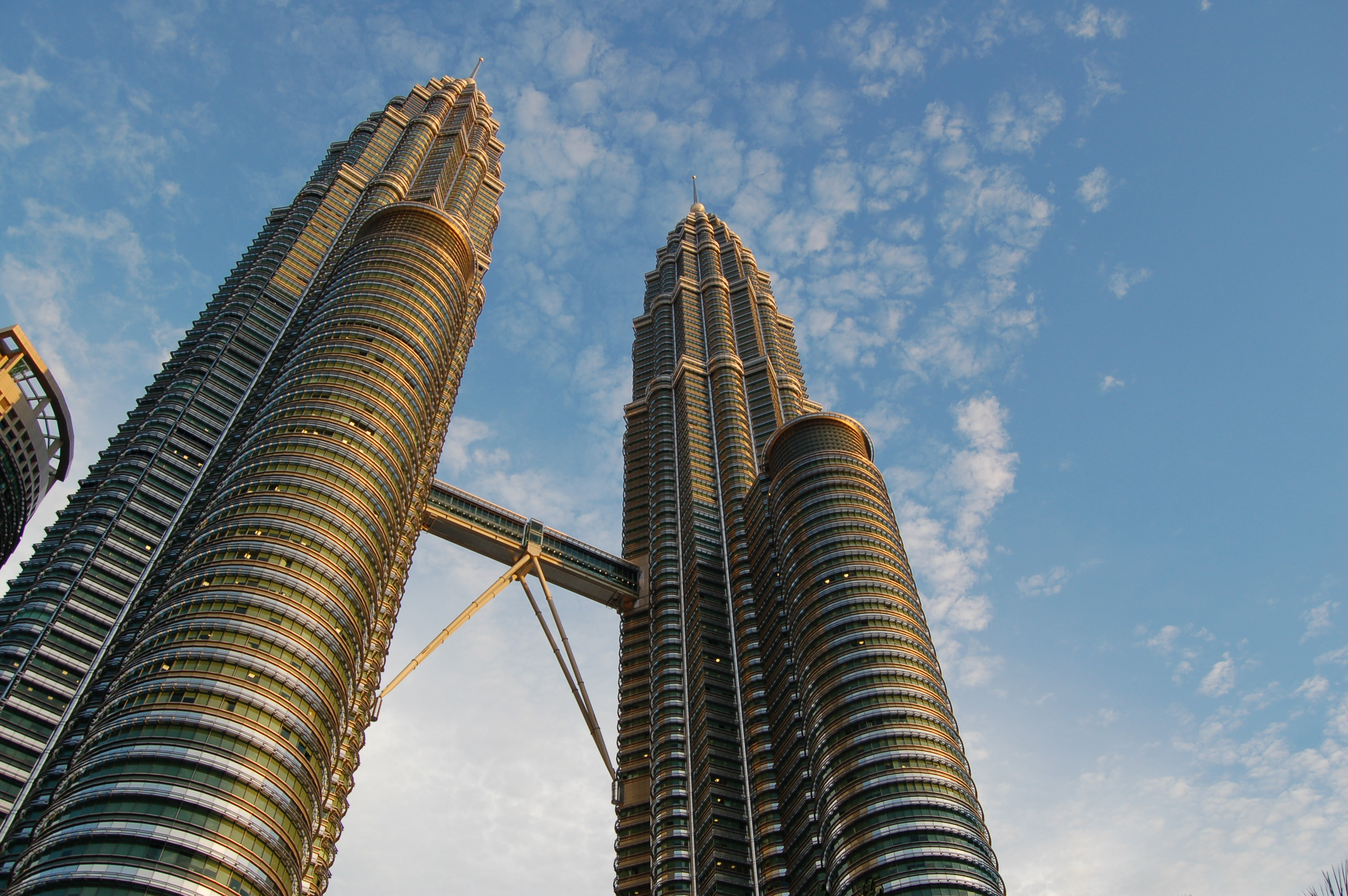
A Samsung C&T építette többek között a Burdzs Kalifát, a Petronas-ikertornyokat (a képen) és a Taipei 101-t is

A csebolok (chaebolok) két legfőbb jellemzője, hogy a vállalatóriás több szektorban aktív, több cégből áll, és családi alapítású. A csebol (chaebol) családi irányítása többféleképpen is történhet. Van, ahol az alapító és családtagjai vezetik az összes céget, máshol a család irányítja az úgynevezett anyavállalatot, ami a leányvállalatokat felügyeli, így közvetett kontrollal rendelkezik az összes vállalat fölött. Lehetséges olyan struktúra is, hogy a család az anyacéget uralja, a leányvállalatok pedig egymás részvényeit birtokolják, hálót alkotva. A csebolok (chaebolok)ra igen jellemző, hogy a vállalat felsővezetésében is szép számmal találhatóak rokonok. A vezetőségi pozíciók általában öröklődnek a családon belül, tehát mondjuk a vezérigazgatói széket az alapító legidősebb gyermeke kapja meg. A családi hatalom megtartása érdekében a csebolok (chaebolok) érdekházasságokat kötnek, előfordul, hogy a legnagyobb csebolok (chaebolok)at tulajdonló családok egymás között házasítják a gyerekeiket, így erősítve a gazdasági pozíciójukat.
A csebolok (chaebolok) nem ritkán egymástól teljesen eltérő gazdasági ágazatokban is tevékenykednek, így például az elektronikai eszközök gyártásáról ismert Samsungnak egy időben autógyára is volt, de divatmárkával (FUBU) és szállodalánccal (The Shilla) is rendelkezik. Az LG Group a szórakoztatóelekronikai és telekommunikációs eszközökön túl a vegyi anyagok és a műanyagok piacán is jelen van. A Hyundai áruházlánccal is rendelkezik, bár ma már ez is csak nevében tartozik a konglomerátumhoz, miután a Hyundai Groupot a 2000-es évek elején kormányzati nyomásra feldarabolták. Egy-egy csebol (chaebol) akár 20–50 céget is összefoghat.
A csebolok (chaebolok) további jellemzője, hogy szoros kapcsolatot ápolnak a kormánnyal, a kormányzati gazdaságpolitika részét képezik, és a kormányzat gyakran előtérbe helyezi a vállalatóriások érdekeit, bár volt példa az ellenkezőjére is. A csebolok (chaebolok)at összefoglalóan gyakran nevezik Korea Inc.-nek, a szoros kapcsolatukra utalva.
Gyakran hasonlítják őket a japán zaibacu vállalatokhoz (mint amilyen a Mitsubishi), azonban több lényeges különbség is van a két cégtípus között. A csebolok (chaebolok) szinte kizárólag a vér szerinti kötelékre építenek a topmenedzsment területén, míg a zaibacuknál gyakori, hogy a megbecsült, hosszú éveken át a cégnek dolgozó munkatársakból kerülnek ki vezetők. A vállalatirányítási módszerek és a struktúra tekintetében is eltérnek egymástól, például minden zaibacu tulajdonában van egy bank, ami fedezi a pénzügyi szükségleteket, a csebolok (chaebolok) azonban csak az állami bankokra és külföldi hitelekre támaszkodhatnak. A zaibacuk gyakran alvállalkozókkal dolgoztatnak, míg a csebolok (chaebolok) inkább megalapítják az összetevők gyártásához vagy éppen a termék exportálásához szükséges cégeket.
A központi irányítás és a szerteágazó érdekeltségek miatt gyakran hasonlítják a csebolok (chaebolok)at a polipokhoz.
| Az öt legnagyobb csebol (chaebol) érdekeltségei | Az öt legnagyobb csebol (chaebol) érdekeltségei | Az öt legnagyobb csebol (chaebol) érdekeltségei | Az öt legnagyobb csebol (chaebol) érdekeltségei | Az öt legnagyobb csebol (chaebol) érdekeltségei | Az öt legnagyobb csebol (chaebol) érdekeltségei |
| Ágazat                                          | Hyundai                                         | Samsung                                         | LG Group                                        | Daewoo                                          | SK Group                                        |
| ----------------------------------------------- | ----------------------------------------------- | ----------------------------------------------- | ----------------------------------------------- | ----------------------------------------------- | ----------------------------------------------- |
| Gépjárműipar                                    | Igen                                            | Igen                                            |                                                 | Igen                                            |                                                 |
| Repüléstechnika                                 | Igen                                            | Igen                                            |                                                 | Igen                                            |                                                 |
| Építőipar                                       | Igen                                            | Igen                                            | Igen                                            | Igen                                            | Igen                                            |
| Fogyasztói elektronika                          | Igen                                            | Igen                                            | Igen                                            | Igen                                            |                                                 |
| Pénzügyi szolgáltatások                         | Igen                                            | Igen                                            |                                                 | Igen                                            |                                                 |
| Nehézgépek                                      | Igen                                            | Igen                                            | Igen                                            | Igen                                            |                                                 |
| Olajfinomítás                                   | Igen                                            |                                                 | Igen                                            |                                                 | Igen                                            |
| Petrolkémiai ipar                               | Igen                                            | Igen                                            | Igen                                            |                                                 | Igen                                            |
| Félvezetők                                      | Igen                                            | Igen                                            | Igen                                            |                                                 | Igen                                            |
| Hajóépítés                                      | Igen                                            | Igen                                            |                                                 | Igen                                            |                                                 |
| Távközlési eszközök                             | Igen                                            | Igen                                            | Igen                                            | Igen                                            |                                                 |
| Távközlési szolgáltatás                         |                                                 |                                                 |                                                 | Igen                                            | Igen                                            |

## Történetük

### A kezdetek
A főképp mezőgazdaságból élő Korea 1910 és 1945 között Japán fennhatósága alatt állt. A japánok számos gyárat építettek, amiket a második világháborúban elszenvedett vereségük után hátrahagytak. A koreai háborút követően a Dél-Koreában épen maradt gyárak és felszerelések kiváló lehetőséget teremtettek az ipari gazdaság kialakításának megkezdéséhez, számos későbbi csebol (chaebol) azokból a cégekből fejlődött ki, amelyek a hátrahagyott japán felszerelések és technológia hasznosításával alakultak meg. Ezen cégek egy része feltehetően szoros személyes kapcsolatban állt Li Szin Man (Rhee Syngman)nal, a köztársaság első elnökével, akinek kormányát különösen korruptnak tartották. Az ország Li elnöksége idején keveset fejlődött, a kormány nem fordított figyelmet a gazdaság fellendítésére.
1960-ban az elégedetlenkedők népfelkelése folytán Li elmenekült az országból, ám alig egy év múlva katonai puccsal Pak Csong Hi (Park Chung-hee) tábornok ragadta magához a hatalmat, akinek feltett célja volt kiirtani a korrupciót, nem csak a kormányzatból, de a gazdaságból is. A junta hamar rádöbbent, hogy ha véghez akarják vinni az ország modernizációját, szükségük lesz a vállalatok segítségére, így kompromisszumos megoldásként pénzbüntetés fejében több megvádolt cégvezetőt is elengedtek. A csebolok (chaebolok) és a kormány kapcsolata szorosra fonódott: a kormány meghatározta a gazdaság irányvonalát, az ütemtervet, a csebolok (chaebolok) pedig kivitelezték. A fókuszt az exportra helyezték, és a kormány aktívan segítette (például adókedvezményekkel, alacsony hitelkamattal) a csebolok (chaebolok) fejlődését. Meghatározták, mely cégek, milyen termékekkel, mely piacokon jelenjenek meg. Az exportra gyártáshoz csak bizonyos cégek kaptak támogatást a kormánytól, az áruik gyártásához szükséges félkész termékeket a csebolok (chaebolok) mind maguk állították elő. A bankokat államosították, és ezek a bankok finanszírozták a csebolok (chaebolok) terjeszkedését. A hitelek nagy részét (több mint 60%-át) ezek a cégek vették fel. Cserébe a cégeknek meghatározott exportkvótát kellett teljesíteniük. Bár a csebolok (chaebolok) nem rendelkezhettek saját bankkal, más pénzügyi intézményekkel igen, és külföldi hiteleket is felvehettek.
Ha egy csebol (chaebol) új leányvállalatot kívánt létrehozni, azt a meglévő cégek finanszírozták, cserébe az új vállalat a meglévőek részvényeinek egy részét vásárolta meg. A gyorsan növekvő cégek a munkaerőt is megosztották. Az egyes leányvállalatok nem külön vettek fel dolgozókat, hanem az anyavállalat csoportosan alkalmazta őket, képezte ki, majd szétosztotta a dolgozókat a leányvállalatok között. Új vállalat alapításakor a meglévőkből helyeztek át menedzsereket a felső pozíciókba. A terjeszkedés másik módja állami „kérésre” történt, a csődbe ment vagy megszorult állami cégeket privatizálták, ezek általában valamely csebol (chaebol)hoz kerültek, amelyek „felvirágoztatták” őket.

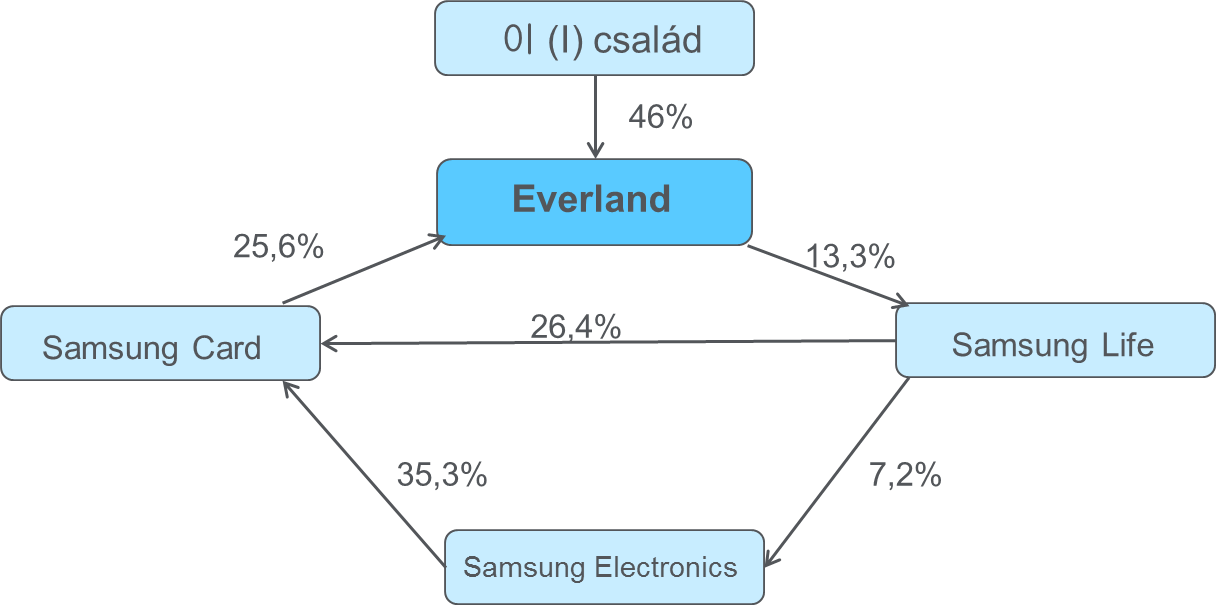
A Samsung részvényeseinek hálózata, 2009

Kezdetben ez a fajta politika óriási gazdasági fejlődést hozott az országnak. A GDP évente átlagosan 10%-kal nőtt 1962 és 1994 között. A csebolok (chaebolok) soha nem látott mértékben nőttek és terjeszkedtek, a kormány pedig gyakorlatilag bebiztosította őket csőd ellen. 1989-re a 30 legnagyobb csebol (chaebol) már a GDP 29,6%-át adta. 1997-re a gazdaság vállalati szektora tőkéjének, adósságának, nettó profitjának és bevételének fele is a harminc legnagyobb csebol (chaebol)hoz tartozott. A gazdaságpolitikának köszönhetően Dél-Korea erős függésbe került az exporttól (a kivitelből származó bevétel 1965-ben a GDP 8%-át tette ki, 2008-ban már az 56%-át) és így a csebolok (chaebolok)tól. Külső tényezők is hozzájárultak a csebolok (chaebolok) sikeréhez, például a külföldi befektetők beáramlása, a Japánnal való kapcsolatok normalizálódása és a Szovjetunió széthullása, ami kiváló lehetőségeket teremtett az építőipari cégek számára.
1987 és 1997 között a csebolok (chaebolok) szerepe olyan fontossá vált Koreában, hogy az időszakot „csebol (chaebol)köztársaságnak” is szokás nevezni. Miközben az ország a demokratizálódás útjára lépett, a csebolok (chaebolok) fokozatosan függetlenedtek az állami kontrolltól.
Az volt az általános vélemény, hogy a csebolok (chaebolok) olyan hatalmasak, hogy nem bukhatnak el.

### Az 1997-es ázsiai gazdasági válság

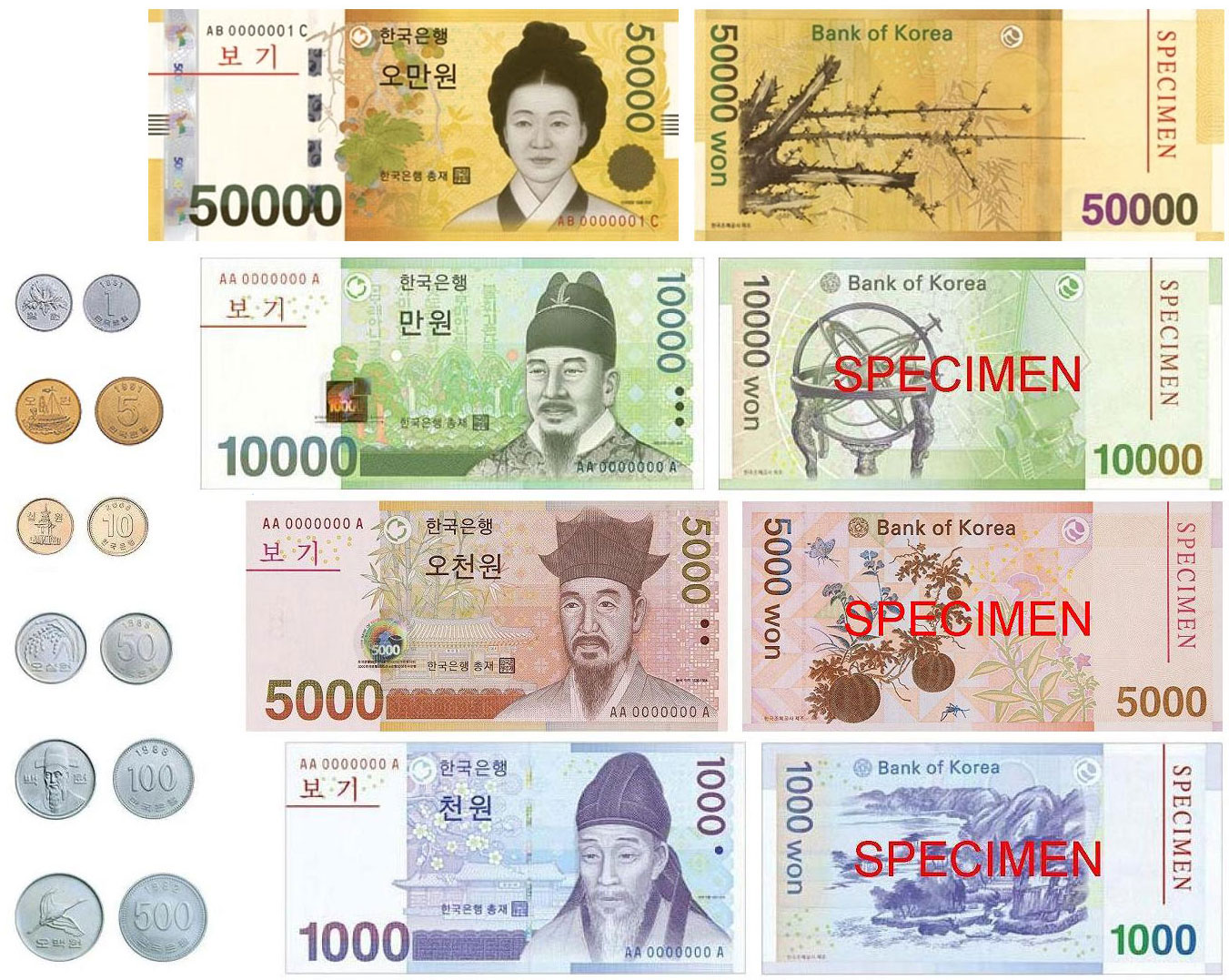
1983 és 2007 között kiadott vonérmék- és bankjegyek

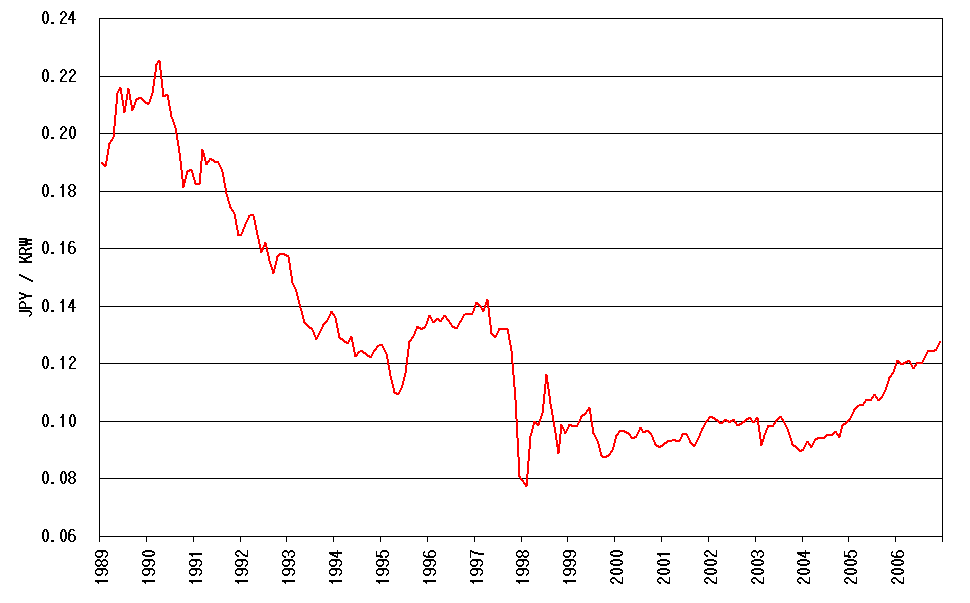
A japán jen és a von árfolyamának változása 1989 és 2006 között

Mivel a csebolok (chaebolok) nem igazodtak a piacok várható jövedelmezőségéhez, csak az állami kvótákat voltak hivatottak bármi áron teljesíteni és az állam szavatolta a pénzügyi biztonságukat, hatalmas összegű hiteleket vettek fel a külföldi tőkebefektetések felett rendelkező koreai bankoktól. 1985-re a csebolok (chaebolok) eladósodottsági együtthatója elérte a 384,4%-ot, ami triplája volt az amerikai cégekének. Ez az 1997-es gazdasági válságig még tovább nőtt, a legnagyobb 30 csebol (chaebol) eladósodottsági együtthatója ekkor már meghaladta az 500%-ot.
Az 1990-es években Dél-Korea OECD-tagságának egyik feltétele a tőke- és pénzügyi piac liberalizációja volt, ami új pénzintézetek megjelenéséhez vezetett. Miközben a külföldi devizában felvehető hitelek kamatai nőttek, a kormány továbbra is biztosította a saját tőke helyett hitelből terjeszkedő csebolok (chaebolok) könnyű hitelhez jutását. A kormány a hosszú távú tőkeáramlás liberalizálása helyett a rövid távú tőkeáramlásra koncentrált, ami devizahitel formájában a csebolok (chaebolok)hoz került. 1996-ra a csebolok (chaebolok) terjeszkedésének finanszírozása 77,6%-ban külföldi hitelekből történt. A tőke beáramlása ezen kívül a von erősödéséhez vezetett, ami az exporttól függő csebolok (chaebolok) versenyképességének romlásával járt.
1996-ban a folyó fizetési mérleg hiánya Koreában a GDP 5%-a volt, míg egy évvel korábban csak a 2%-a. Az export növekedése 31%-ról 15%-ra esett vissza. Az 1997-ben bekövetkező ázsiai gazdasági válság következtében a japán jen gyengült, ami a von erősödéséhez vezetett. A válság következtében szűkült a felvevőpiac, a koreai exporttermékek, például a személygépkocsik, a hajók és a mikrochipek ára csökkent. A gazdasági válságban megnövekedett hitelkamatok súlyos terheket róttak az eladósodott csebolok (chaebolok)ra.
A kormánynak a korábban időszakosan bekövetkező kisebb gazdasági recessziók alkalmával különféle átmeneti megoldásokkal sikerült foldozgatnia az egyre labilisabb lábakon álló pénzügyi rendszerét. Az 1982-es banktörvény nagyobb hatalmat adott a pénzintézetek kezébe, és gyakorlatilag csökkentette az állami irányítást. Az 1997-es válság előtt azonban Dél-Koreában olyan politikai-társadalmi változások történtek, amelyek hatással voltak a pénzügyi döntésekre is. Az 1990-es években az ország a demokratizálódás útjára lépett. A pénzügyi piac liberalizálásával azonban nem járt együtt a vállalkozások hozzáállásának változása. A csebolok (chaebolok) irányítás nélkül maradtak és gyakorlatilag belefulladtak a hiteleikbe. A pénzintézetek nem tudták tovább finanszírozni a csebolok (chaebolok) merész és gyakran minden piaci realitást nélkülöző terjeszkedését, némelyeknek több leányvállalatot is fel kellett adniuk, a 30 legnagyobb csebol (chaebol) közül legalább 11 ment csődbe. Az egyik prominens példa a Daewoo, amit 1999-ben háromfelé kellett darabolni a hatalmas adósságai miatt, de a Hyundait is szétforgácsolták. A demokratizálódás következtében megnőtt a szakszervezetek, a külföldi befektetők és a civil szervezetek politikai befolyása – ez szintén a csebolok (chaebolok) korlátlan hatalma ellen dolgozott.

### Acsebolok(chaebolok)reformja

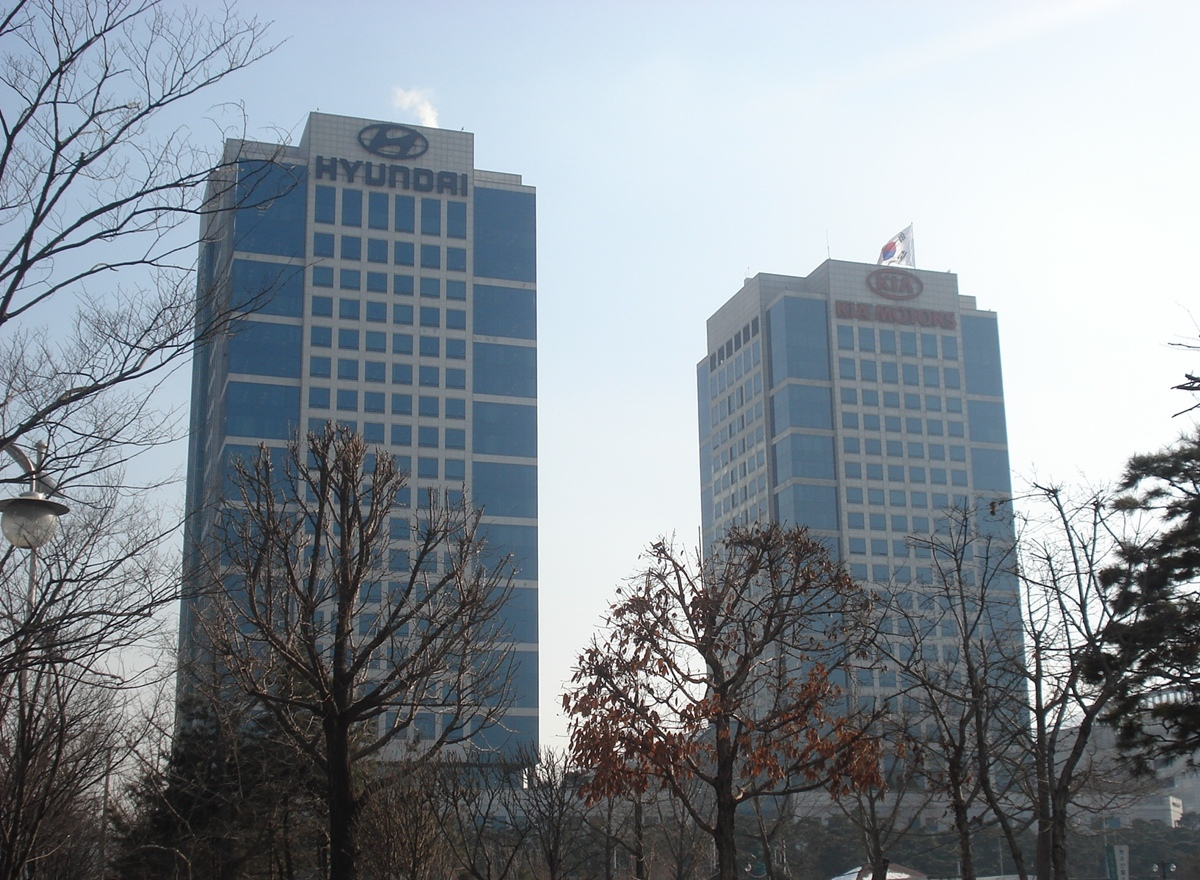
A Hyundai bevásárolt a csődbe ment Kiába a csebolok (chaebolok) reformjának idején

A pénzügyi szektor és a csebolok (chaebolok) összeomlása a külföldi befektetői kedv rohamos csökkenésével járt. A von 1997 decemberére egyetlen hónap alatt a dollárhoz viszonyítva 50%-ot zuhant. Dél-Korea kénytelen volt a Nemzetközi Valutaalaphoz fordulni gyorssegélyért, amit meg is kapott, egy 58 milliárd dolláros, különféle megkötéseket tartalmazó csomag formájában, melyben benne volt a vállalati szektor kötelező reformja is. Kim Dedzsung (Kim Dae-jung) elnök a csebolok (chaebolok) újrastrukturálására kezdett koncentrálni. A cél az volt, hogy a konglomerátum-központú gazdaság helyett „demokratikus piacgazdaságot” építsenek ki és a csebolok (chaebolok) a terjeszkedés helyett a profitabilitásra helyezzék a hangsúlyt.
A csebolok (chaebolok)at arra bátorították, hogy szabaduljanak meg a veszteséges, az anyacég profiljába nem illő vállalatoktól, és koncentráljanak a fő erősségeiket jelentő ágazatokra. Elindult a csebolok (chaebolok) újraszerveződése, megkezdődtek a felvásárlások és beolvasztások. A Hyundai Electronics felvásárolta például az LG Semiconductorst, a Hyundai Motors 51%-os részesedést szerzett a csődbe ment Kiánál, az ugyancsak veszteséges Samsung Motorst pedig felvásárolta a Renault. A Samsung kivételével a legtöbb csebol szövevényes konglomerátumból holdinggá alakult át.
A reformcsomag emellett előírta a nagyobb átláthatóságot (például azzal, hogy olyan vezetőségi tagoknak is lenniük kellett a cégeknél, akik nem álltak a cég közvetlen alkalmazásában; illetve növelték a kisebbségi részvényesek jogait) és a vezetői elszámoltathatóságot, valamint megszüntette a vállalatok közötti adóssággarancia-vállalást. A pénzügyi szektorban is változások történtek, felszámolták a gyenge pénzintézeteket és előirányozták a szabályok szigorúbb betartatását. Ennek következtében a 2072 pénzügyi intézet 44%-a 2001-re megszűnt működni. A reformok következtében a nem teljesítő hitelek aránya az 1999-es 13,6%-ról 2001-re 3,3%-ra csökkent. 2005-re a csebolok (chaebolok) eladósodottsági együtthatója 118%-ra zuhant vissza. A kormány megnyitotta az utat a külföldi befektetők előtt és lehetőséget adott külföldi részvényeseknek tulajdoni hányad szerzésére a koreai cégekben.
A válság idején és közvetlenül utána a közvélemény meglehetősen negatívan vélekedett az óriásvállalatokról, akiknek meggondolatlan, hitelalapú terjeszkedéseit tartották a válság elsődleges okának.

### A 2000-es évek és a 2008-as gazdasági világválság

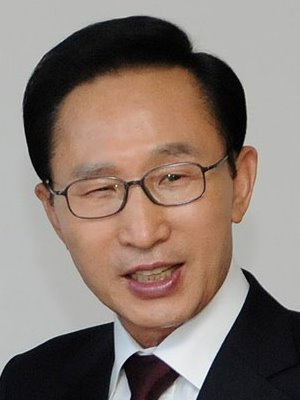
I Mjongbak (Lee Myeong-bak)

A válságot követő tíz évben Kim Dedzsung (Kim Dae-jung) és No Muhjon (No Mu-hyeon) liberális gazdaságpolitikájának következtében a csebolok (chaebolok) uralma némileg megcsappant. Nagyobb befolyáshoz jutottak a külföldi befektetők, a szakszervezetek és a civil szervezetek, melyek nyomást gyakoroltak a csebolok (chaebolok) átalakítására is. A koreaiak azonban hamar elvesztették illúzióikat a liberális politikában, mivel a túlzottan piacgazdaságra koncentráló, csebolok (chaebolok) hatalmát megnyirbáló kormánynak nem sikerült mérsékelnie a szabad gazdaság okozta egyre szélesedő társadalmi egyenlőtlenségeket. A 2008-as elnökválasztáson így a konzervatív I Mjongbak (Lee Myeong-bak) győzedelmeskedett, aki korábban maga is az egyik legnagyobb csebol (chaebol) leányvállalat, a Hyundai Engineering & Construction vezérigazgatója volt. A csebolok (chaebolok) ellensúlyául szolgáló szakszervezetek, valamint a Koreai Munkáspárt ereje is megcsappant, mivel képtelenek voltak nagyobb tömegeket vonzó alternatív politikai megoldásokat nyújtani.
Az amerikai stílusú piacgazdaság tehát megbukott Dél-Koreában, amikor az óriás konglomerátumok elkezdtek alkalmazkodni az új viszonyokhoz és rájöttek, hogy többé nincsenek rákényszerítve a kompromisszumokra. A magukra találó, újraszerveződött csebolok (chaebolok) lettek ismét azok, akik előteremtették a külföldi hitelcsomag visszafizetéséhez szükséges valutát. Miközben Európa és Amerika gazdasági válsággal küszködött, a tíz legnagyobb csebol (chaebol) piaci kapitalizációja folyamatosan nőtt, 2012 januárjában 577 milliárd dollárra. A válság ellenére – bár kezdetben az export megcsappant – Dél-Korea gazdasága 2008-ban 2,2%-kal, 2009-ben 0,9%-kal nőtt, a 2010-es export növekedését 26,4%-ra teszik. A legnagyobb csebolok (chaebolok)nak a válság idején is sikerült növelniük a piaci részesedésüket amerikai és japán cégek rovására. 2010-ben a Samsung például a Fortune 500 listáján 39. volt, 2011-ben pedig 22.
2018-ban a csebol (chaebol)ok a koreai vállalatoknak mindössze 0,2%-át tették ki, de a működési profit mintegy 41%-át (106,1 milliárd amerikai dollárt) termelték. A legsikeresebb szektor a csebolok (chaebolok) számára a félvezetőké volt.
2020-ban a Samsung csoport örököse, I Dzsejong (Lee Jae-yong) bejelentette, hogy az eddigi gyakorlattal ellentétben vállalatok vezetése nem fog automatikusan a gyerekeire szállni.

## Hatásuk a gazdaságra

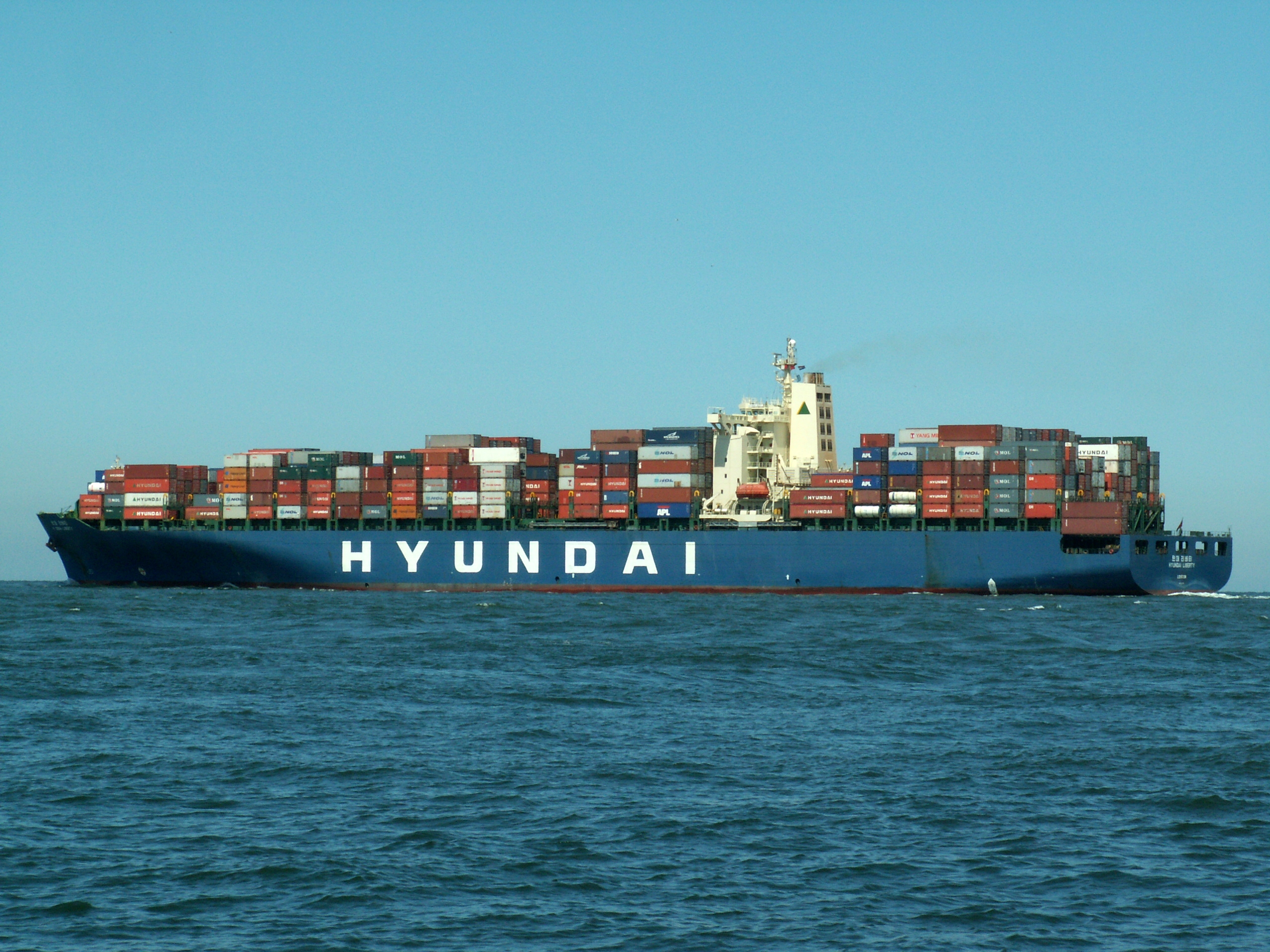
A Hyundai Heavy Industries többek között teherszállító hajókat épít

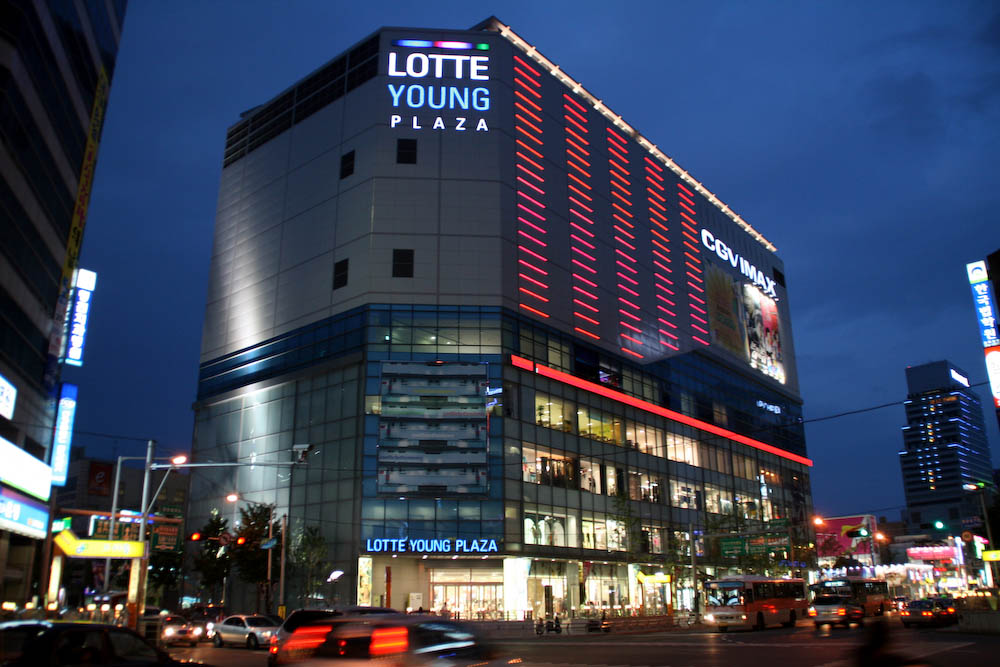
A Lotte egyik plázája Dél-Koreában. A cég azon kevés csebolok (chaebolok) egyike, melyet Japánban alapítottak és ott is található a székhelye

Dél-Korea gazdasága erősen függ a csebolok (chaebolok)tól, ami egyszerre adja az erősségét és a gyenge pontját. Az 1997-es gazdasági válság megmutatta, hogy a rossz gazdaságpolitika és vállalatirányítás együttesen katasztrófához is vezethet, azonban az is világossá vált, hogy a 2008-as gazdasági válságot a csebolok (chaebolok) hatékonyan kezelték és a saját hasznukra tudták fordítani. A kis cégekkel ellentétben a csebolok (chaebolok) rendelkeznek a szükséges erőforrásokkal új, versenyképes exporttermékek tervezésére és előállítására, és képesek folyamatosan versenyben maradni a globalizált világban. Annak ellenére, hogy a csebolok (chaebolok) exportfüggő vállalkozások, a 2008-as válságban bebizonyosodott, hogy a piaci sokszínűségük képes felülemelkedni a gazdasági nehézségeken, valamint képesek alkalmazkodni a változó pénzügyi-piaci helyzetekhez is. A gazdasági válság idején például, amikor a legtöbb autógyár stagnált vagy éppen tönkrement, a Hyundai a legnagyobb piaci versennyel rendelkező Amerikai Egyesült Államokban növelni tudta a piaci részesedését – és világszerte is 11%-kal növelte az eladott járművek számát –, míg a helyi General Motors gyakorlatilag csődbe ment. A koreai kormány továbbra is támogatja a csebolok (chaebolok) fejlődését és terjeszkedését, a 2009-ben meghirdetett, úgynevezett „zöld iparágakat” támogató pénzügyi csomag 81%-át olyan iparágak kapták, amelyekben a csebolok (chaebolok) a domináns vállalatok. Az ökológiai lábnyom csökkentésének érdekében a kormány 2022-ig 37 milliárd vont kívánt költeni, elsősorban atomerőművek építésére – ebben a szektorban is a csebolok (chaebolok) a mérvadóak. A csebolok (chaebolok) hatalmas befolyással bírnak a koreai gazdaságra, míg 1989-ben a harminc legnagyobb csebol a GDP 29,6%-át adta, 2010-ben már a 70%-át, a Samsung egymaga 20%-ot. 2019-ben a nominális GDP 84%-át 64 csebolvállalat bevétele jelentette, miközben a koreai munkahelyek számának mindössze 10%-át adták.
| Jelentős csebol (chaebol)cégek piaci kapitalizációja (2010) | Jelentős csebol (chaebol)cégek piaci kapitalizációja (2010) |
| Vállalat                                                    | Piaci kapitalizáció (millió USD)                            |
| ----------------------------------------------------------- | ----------------------------------------------------------- |
| Hyundai Motor                                               | 29 557                                                      |
| Hyundai Mobis                                               | 21 940                                                      |
| Hyundai Heavy Industries                                    | 21 829                                                      |
| LG Electronics                                              | 12 191                                                      |
| LG Chemicals                                                | 19 383                                                      |
| Samsung Electronics                                         | 100 374                                                     |
| Samsung Life Insurance                                      | 18 242                                                      |
| S K Energy                                                  | 11 799                                                      |
| S K Telecom                                                 | 12 145                                                      |

## Kritikájuk

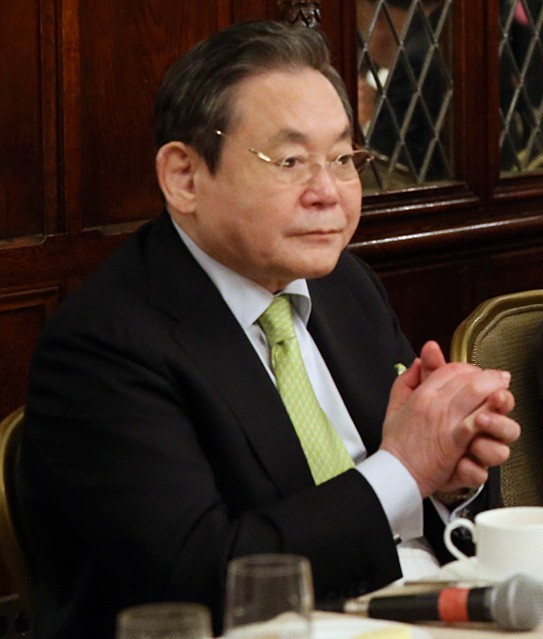
I Gonhi (Lee Geon-hui)

A csebolok (chaebolok)at a gazdasági sikerük ellenére számos kritika éri. Általánosan jellemző rájuk, hogy a beszállítói és egyéb munkákat nem más cégeknek, hanem saját leányvállalataiknak juttatják, ezzel kizárva a kisebb, a cégcsoporthoz nem kapcsolódó vállalatokat a versenyből. Ugyancsak jellemző a nem szabadpiaci alapon folyó kereskedelem is a leányvállalatok között. A csebolok (chaebolok)at uraló gazdag családokat is kritizálják vezetői módszereik, életvitelük és üzleti erkölcseik (hiánya) miatt. 2003-ban az SK Group, 2006-ban a Doosan, 2007-ben a Hanhwa vezérigazgatóját ítélték felfüggesztett büntetésre, 2006-ban a Hyundai elnökét, Csong Monggu (Jeong Mong-gu)t is elítélték sikkasztás miatt, börtönbüntetését azonban közmunkára és pénzbírságra változtatták. 2008-ban a Samsung elnökét, I Gonhi (Lee Geon-hui)t is elítélték adócsalás miatt, de ő sem kapott letöltendő börtönbüntetést. A Reuters riportja szerint „a csebol (chaebol)tulajdonosok nem értik, miért vonatkoznának rájuk a civil törvények”. A csebolok (chaebolok) még a reformok után sem rendelkeznek teljesen átlátható struktúrával, vállalatvezetéssel, és nagyban függenek a tulajdonosok döntéseitől, mindez pedig táptalaja lehet a korrupciónak.
A csebolok (chaebolok) uralta nemzetgazdaság egésze meglehetősen távol áll nem csak a szabadversenyes piaci gazdaság ideálisnak tartott képétől, hanem a jelenlegi globális, illetve a nyugati gyakorlattól is, különösen ami a független kis- és középvállalatok önálló lehetőségeit illeti.

## Csebolok(Chaebolok)listája

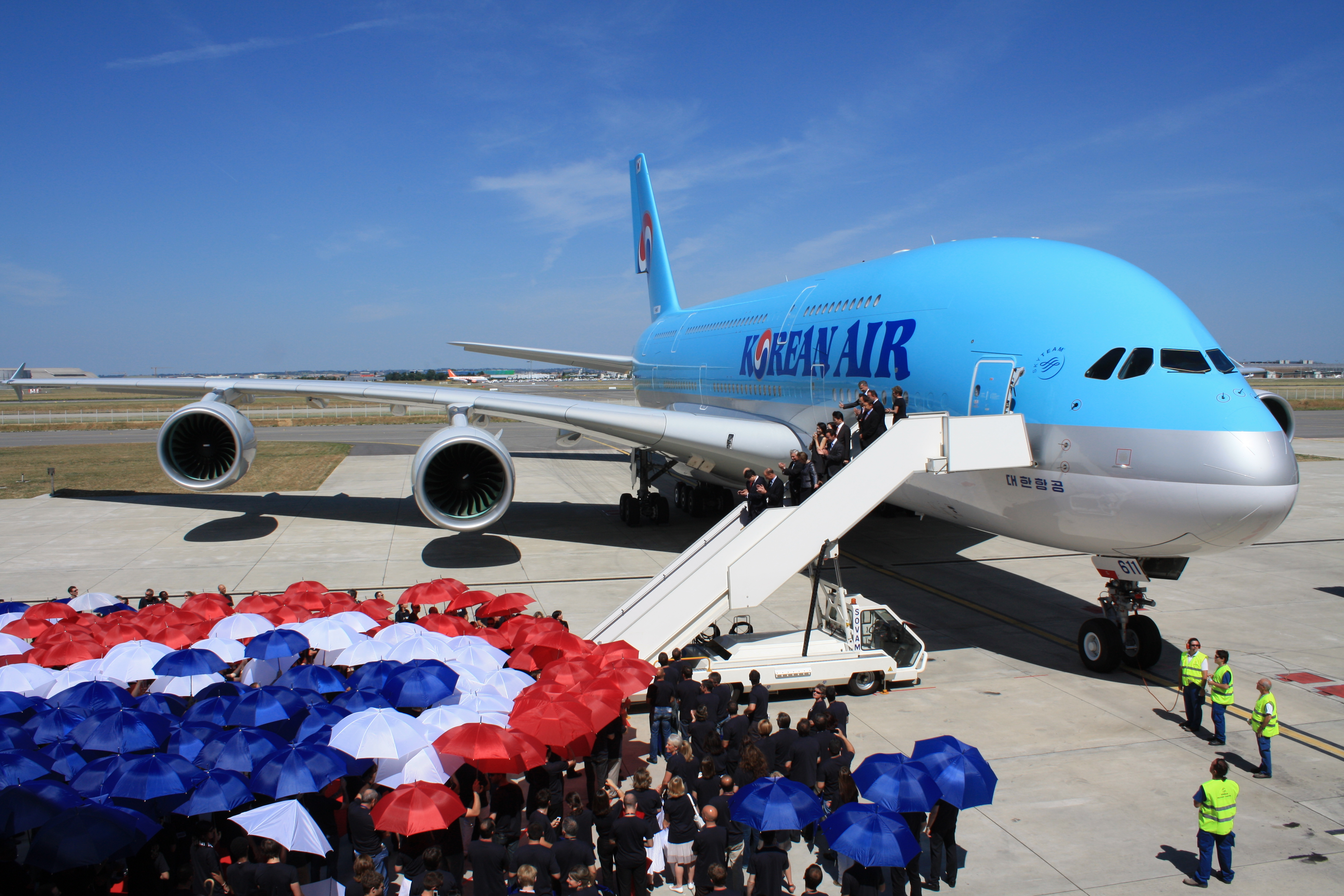
A világ egyik legnagyobb légitársasága, a Korean Air a Hanjin Group tulajdona

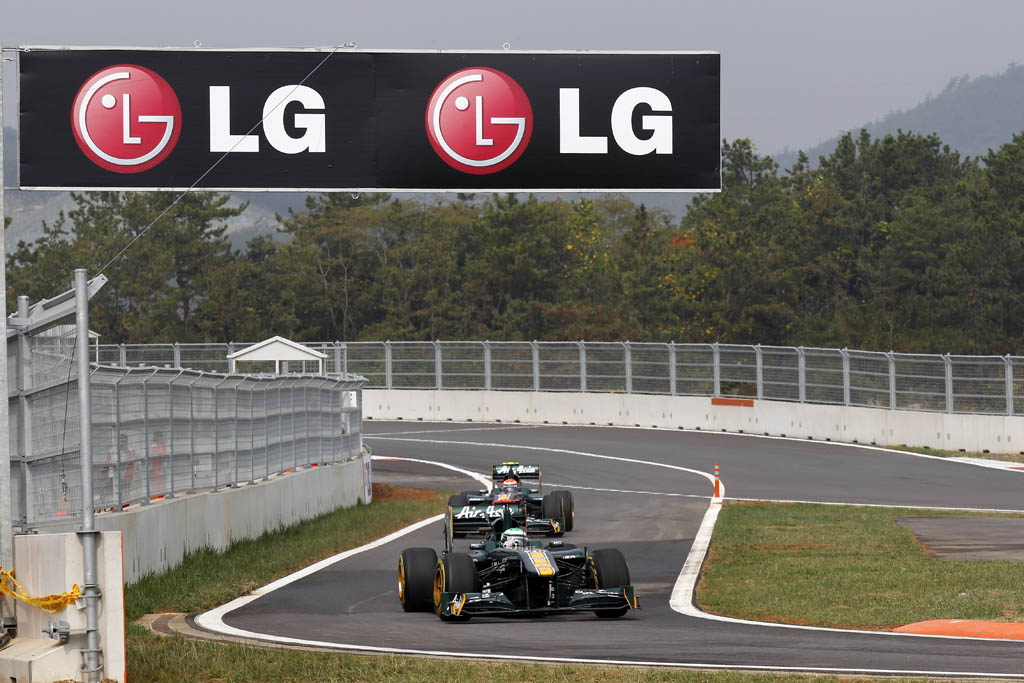
Az LG a Formula–1 koreai nagydíj szponzoraként

A csebolok (chaebolok) pontos száma nem ismert. Az alábbi lista az elérhető források alapján reprezentatív jellegű, és betűrendben sorolja fel a csebolok (chaebolok)at.
- CJ
- Daelim
- Daesang
- Daewoo
- Dongbu
- Dongkuk
- Doosan
- GS
- Halla
- Hanhwa
- Hanjin
- Hansol
- Hite
- Hyosung
- Hyundai
- Kia (részben a Hyundai tulajdona)
- Kolon
- Kumho
- KT
- LG
- Lotte
- POSCO
- Samsung
- Shinsegae
- SK
- Ssangyong
- STX

## A kultúrában

Szépek és gazdagok sorozat csebol (chaebol)örökös elit bandáját egyszerre rettegi és csodálja a középiskola, ahova járnak

A csebol (chaebol) családok témája gyakran szerepel a koreai filmművészetben, főképp a televíziós sorozatokban. A csebol (chaebol)örökösöket először tökéletes, lovagias, hősies, végtelenül jóképű férfiként ábrázolták, aki a bajba jutott női főszereplőn segít, és semmi más nem hiányzik az életéből, csak a szerelem. Később az ábrázolásmód árnyaltabbá vált: létrehoztak arrogáns, nagyképű, gyáva, túlzottan büszke, mizofób, klausztrofób csebol (chaebol) karaktereket, és olyan örökösöket is, akiknek eszük ágában sincs örökölni a családi cégóriást. A Protect the Boss főszereplője például gyermeteg, fél a nyilvánosságtól, a kosztól és a piszoktól, és nem hajlandó a cégnél dolgozni, csak ha kényszeríti a családja. A Secret Garden csebol (chaebol)családjának feje kiállhatatlanul arrogáns, nagyképű és kicsinyes. A Rooftop Prince csebol (chaebol)cégének örököse inkább művész lenne, Amerikába menekül rajzolni a vállalati felelősség elől, míg a helyére pályázó unokatestvére vesztegetésre és gyilkosságra is hajlandó. A Szépek és gazdagok sorozat óriás konglomerátumát egy asszony irányítja, aki kegyetlenül viselkedik a saját gyermekeivel szemben is, a lányát érdekházasságba kényszeríti, a fia pedig a szülői szeretet hiánya miatt rideg, kegyetlen és erőszakos fiatal felnőtté válik, aki vég nélkül költekezik és lenézi a szegényeket.
Im Szangszu (Im sang-su) rendező több filmet is készített a csebolok (chaebolok)ról, 2010-es A cseléd című filmje és a 2012-ben bemutatott The Taste of Money is meghívást kapott Cannes-ba. Utóbbi igen sötét képet fest a koreai óriás konglomerátumokról, a rendező vélekedése szerint a csebol (chaebol)családok korruptak, boldogtalanok, csak a pénz és a hatalom érdekli őket, bárkin átgázolnak, ha érdekeik úgy kívánják. A filmbéli csebol (chaebol)örökös nem riad vissza a gyilkosságtól, politikusok megvesztegetésétől sem, és szexorgiákkal kompenzálja családi élete boldogtalanságát. A filmet egyébként részben csebol (chaebol)cégek finanszírozták, Im szerint azért, mert nem olvasták el a forgatókönyvet.
A csebolok (chaebolok) a koreai szórakoztatóipar patrónusaiként is működnek, a Samsungnak szponzorszerződése van például a Big Bang együttessel, és a YG Entertainmenttel közösen dobott piacra saját ruhakollekciót, az LG több koreai sztárt is szerződtetett, például a Super Junior együttest és I Minho (Lee Min-ho) színészt, az SK Telecom arca pedig egy időben Rain volt. A Dongbu Group ezen felül K-pop-sztárokról mintázott robotfigurákat tervezett piacra dobni.

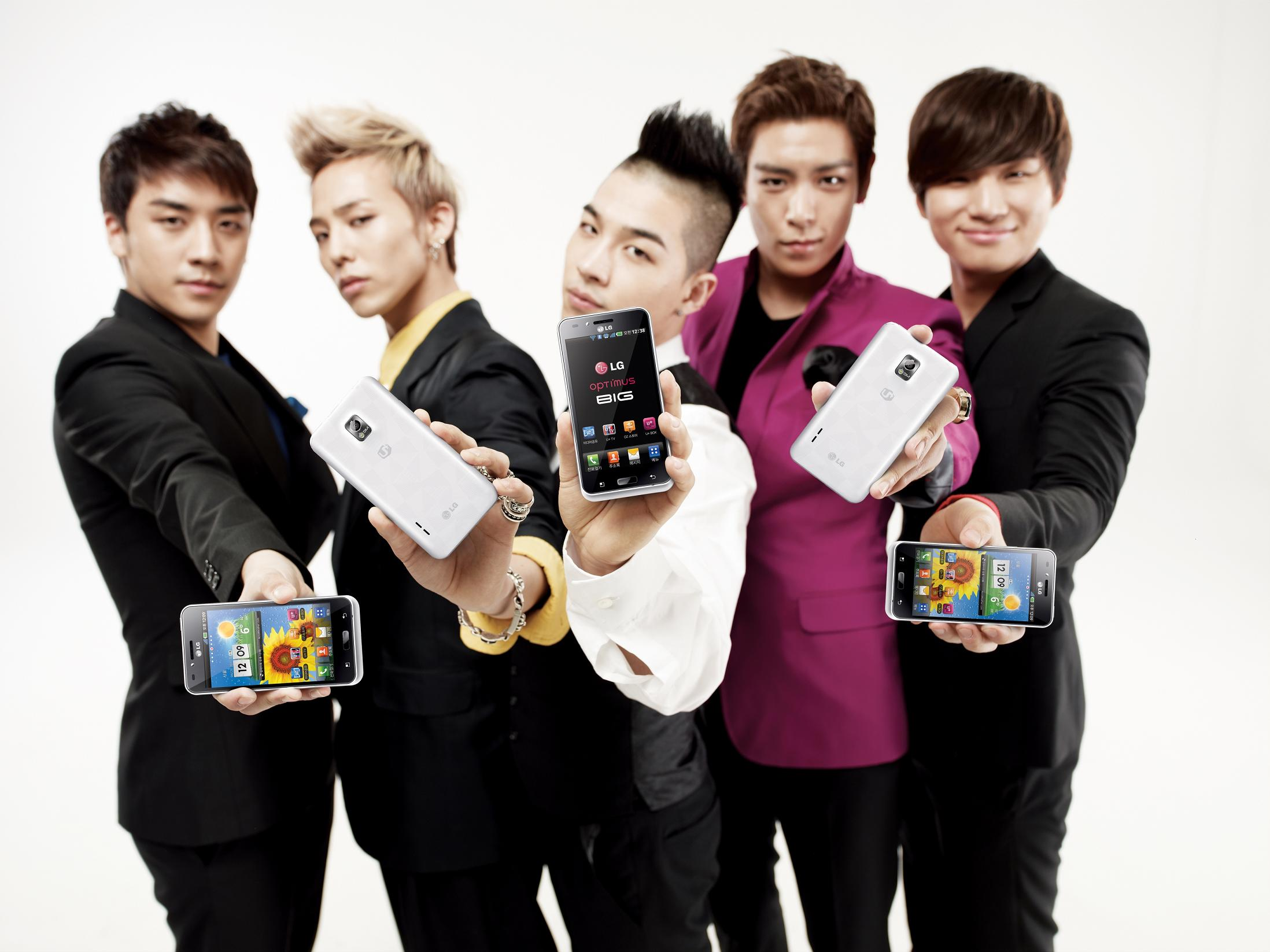
A Big Bang az LG modelljeként
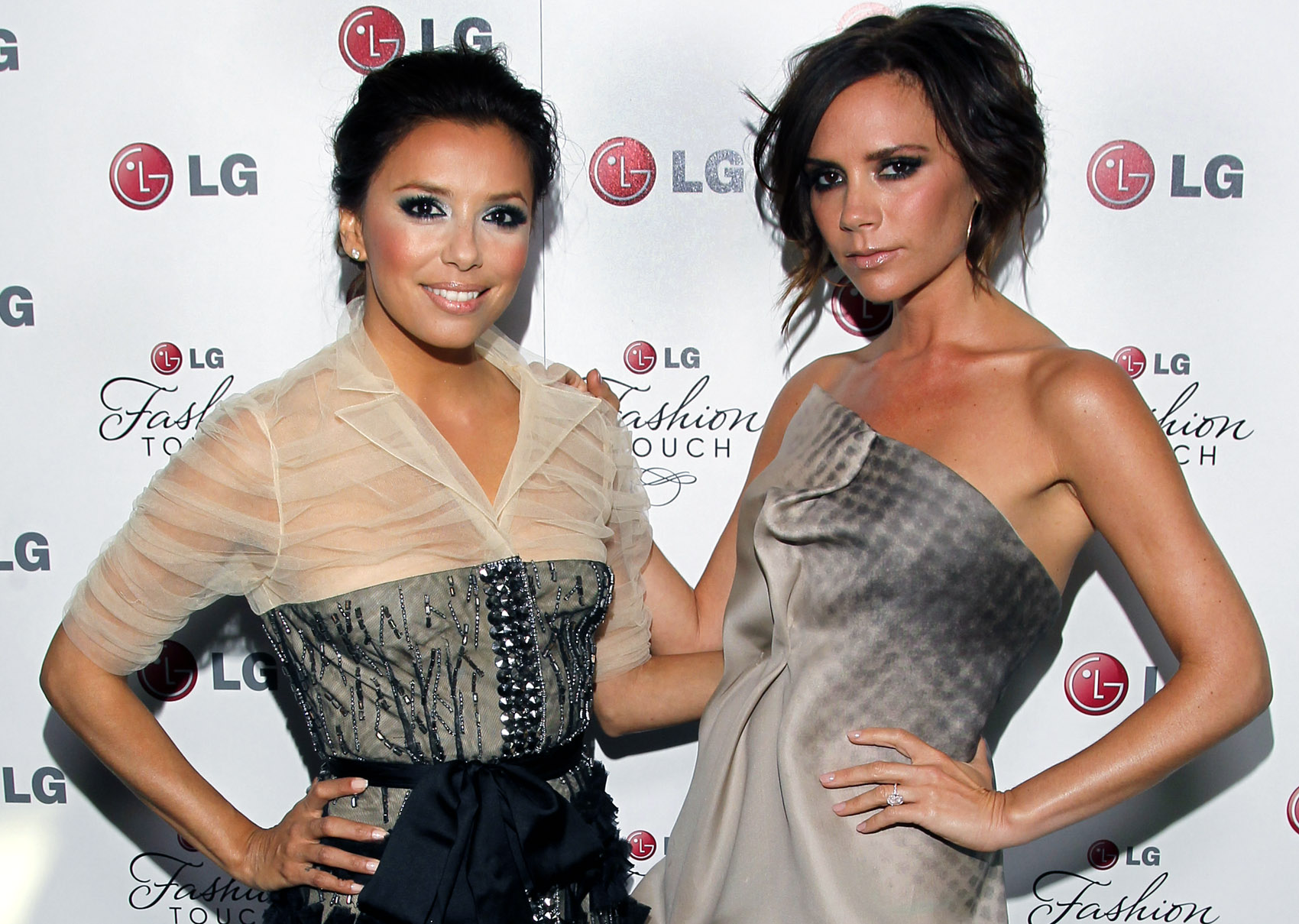
A csebolok (chaebolok) nem csak koreai sztárokkal reklámoznak (a képen Eva Longoria és Victoria Beckham egy LG-esemény házigazdájaként)
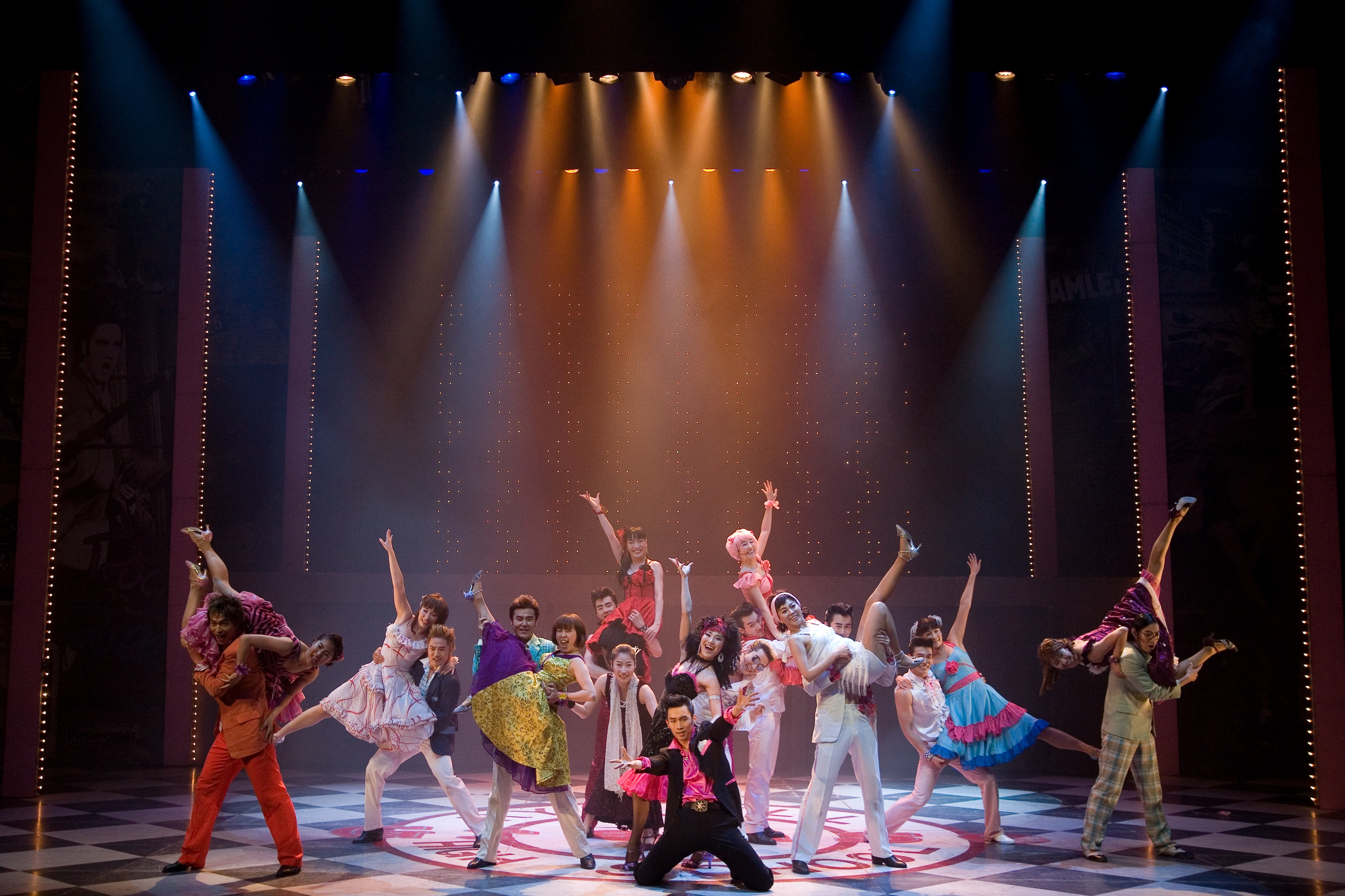
Samsung-szponzorálta Grease-előadás Koreában
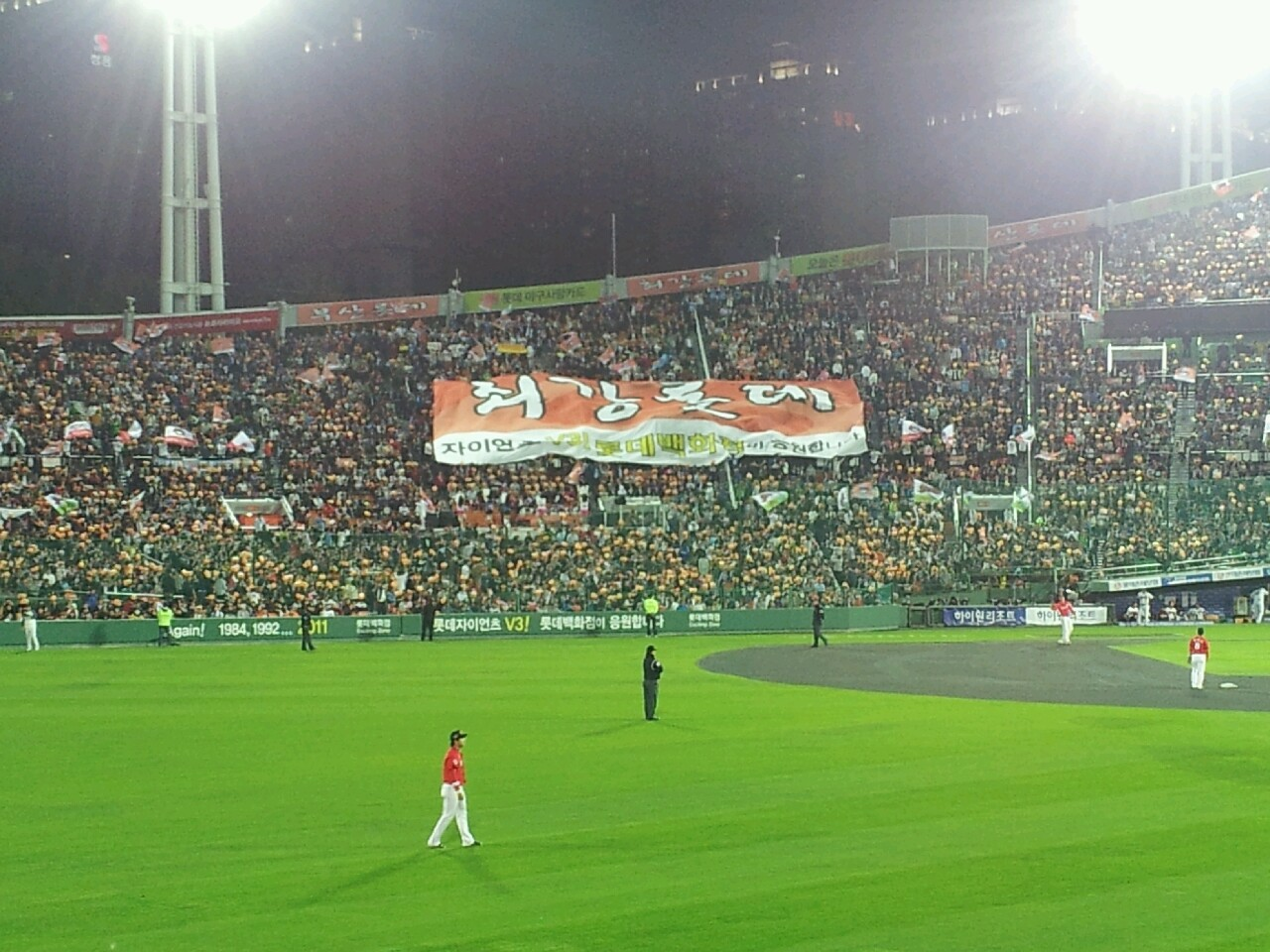
A Lotte Giants baseballcsapatot a Lotte szponzorálja

## Ajánlott irodalom
- Chwa, Sung-hui, In Kwon Lee. Competition And Corporate Governance In Korea: Reforming And Restructuring The Chaebol. Edward Elgar Publishing (2004). ISBN 1843769123
- Kim, Eun Mee. Big Business, Strong State: Collusion and Conflict in South Korean Development, 1960-1990. SUNY Press (1997). ISBN 0791432092
- Kim, Samuel S.. Korea's Globalization. Cambridge University Press (2000). ISBN 0521775590
- Kong, Tat Yan. The Politics of Economic Reform in South Korea: A Fragile Miracle. Routledge (2000). ISBN 0415145031
- Kwon, Seung-Ho, O'Donnell, Michael. The Chaebol and Labour in Korea: The Development of Management Strategy in Hyundai. Routledge (2001). ISBN 0415221692